# Qadir Ismail
Qadir Ismail (Boca Raton, 17 febbraio 2000) è un giocatore di football americano statunitense che milita nel ruolo di tight end per i Las Vegas Raiders della National Football League (NFL). Al college ha giocato per Villanova e Samford.

## Carriera universitaria
Ismail, figlio del ex wide receiver della NFL Qadry Ismail vincitore del Super Bowl XXXV con i Baltimore Ravens e nipote di Raghib Ismail, dopo aver praticato football, pallacanestro ed atletica leggera presso la locale John Carroll High School nel 2018 andò a giocare college football a Villanova, iniziando come quarterback per poi passare al ruolo di wide receiver. Nel 2022 si trasferì alla Samford dove giocò gli ultimi due anni del suo percorso sportivo universitario.

## Carriera professionistica

### Baltimore Ravens
Ismail non fu scelto nel Draft NFL 2024 e il 20 maggio 2024 firmò da undrafted free agent con i Baltimore Ravens, la squadra con cui il padre aveva vinto un Super Bowl e avuto due stagioni da oltre 1 000 yard ricevute. Il 27 agosto 2024, dopo non essere rientrato nel roster attivo iniziale per la stagione, fu svincolato per poi essere aggregato alla squadra di allenamento il giorno successivo. Passò la sua stagione da rookie senza mai scendere in campo.

### Las Vegas Raiders
Il 24 aprile 2025 Ismail firmò con i Las Vegas Raiders.